# Fangcun (köping i Kina, Shandong)
Fangcun (kinesiska: 房村镇, 房村) är en köping i Kina. Den ligger i provinsen Shandong, i den östra delen av landet, omkring 78 kilometer söder om provinshuvudstaden Jinan. Antalet invånare är 54739. Befolkningen består av 27 054 kvinnor och 27 685 män. Barn under 15 år utgör 16,0 %, vuxna 15-64 år 72 %, och äldre över 65 år 10,0 %.
Genomsnittlig årsnederbörd är 857 millimeter. Den regnigaste månaden är juli, med i genomsnitt 283 mm nederbörd, och den torraste är januari, med 4 mm nederbörd.